# Wolfgang Ibel

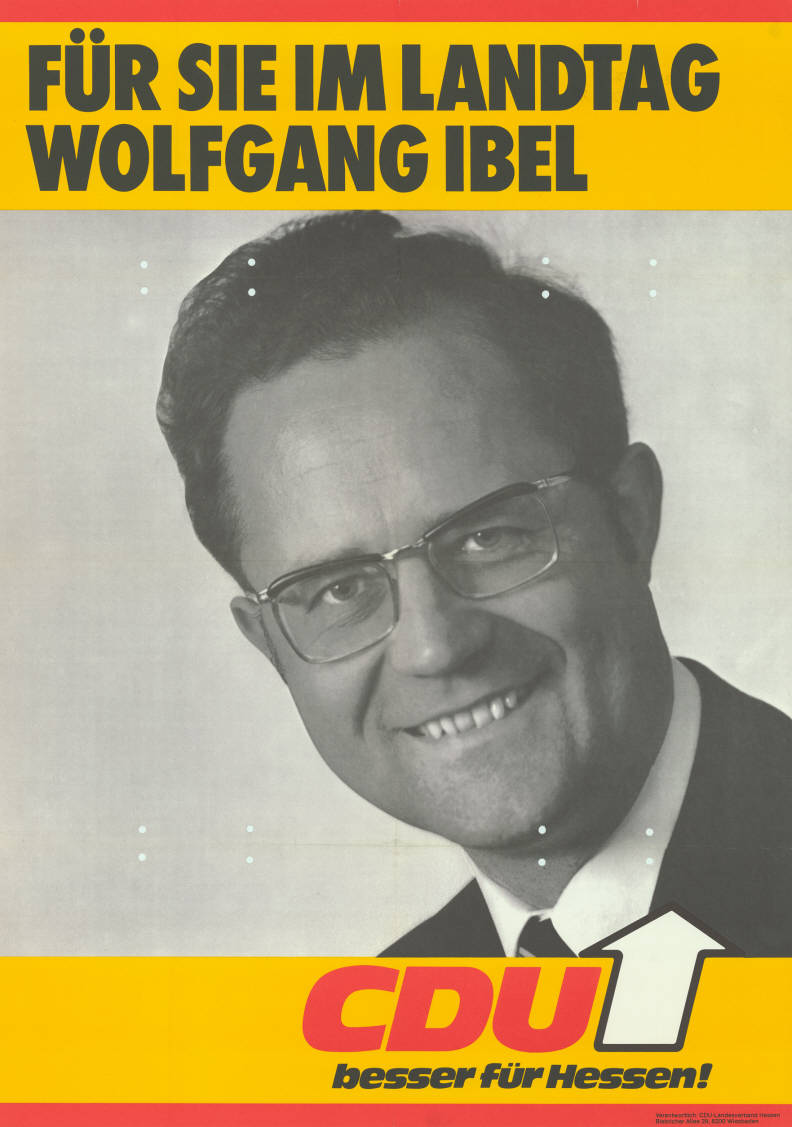
Wolfgang Ibel auf einem Wahlplakat zur Landtagswahl 1982

Wolfgang Ibel (* 11. Juni 1934 in Limburg an der Lahn) ist ein ehemaliger hessischer Politiker (CDU). Er war von 1970 bis 1991 Mitglied des Hessischen Landtages und von 1991 bis 2000 Präsident des Thüringer Rechnungshofes.

## Leben
Nach dem Abitur in Limburg arbeitete Wolfgang Ibel seit 1953 im Justizdienst des Landes Hessen, zuletzt als Justizamtmann.  
Von 1959 bis 1964 war Ibel Kreisvorsitzender, 1963 bis 1968 Mitglied des Bezirks- und 1968 bis 1970 Landesvorstandes der Jungen Union. Seit 1969 war er Kreisvorsitzender des Kreises Limburg bzw. des Landkreises Limburg-Weilburg. Kommunalpolitisch war er seit 1960 als Kreistagsabgeordneter aktiv und führte die CDU-Fraktion im Kreistag von 1968 bis 1970. Vom 1. März 1970, als er für Theo Michaely nachrückte, bis 1991 war Ibel Mitglied des Hessischen Landtages. Ibel war 1974 und 1984 Mitglied der Bundesversammlung. Er war von 1974 bis 1982 Vorsitzender des Ausschusses für Fragen des öffentlichen Dienstes und von 1984 bis 1987 Vorsitzender des Haushaltsausschusses. 
Nach der Wende war er von 1991 bis 2000 Präsident des Thüringer Rechnungshofes.
Ibel ist verheiratet und hat vier Kinder. 

## Auszeichnungen
- Bundesverdienstkreuz 1. Klasse